# Pithecopus rusticus
Pithecopus rusticus é uma espécie de anfíbio da família Phyllomedusidae. Endêmica do Brasil, onde pode ser encontrada no município de Água Doce, no estado de Santa Catarina.